# Albert Bittlmayer
Albert Bittlmayer (* 8. November 1952; † 2. Juni 1977) war ein deutscher Fußballspieler.

## Leben
Bittlmayer stammt aus der Jugend der DJK Dollnstein in Dollnstein bei Eichstätt und kam bereits als Jugendspieler zum 1. FC Nürnberg. Von 1971 bis 1973 lief Bittlmayer 87 Mal für den 1. FC Nürnberg in der Regionalliga auf und erzielte dabei 14 Tore. Kurz nach dem Aufstieg von Tennis Borussia Berlin in die Bundesliga wechselte er an die Spree. In seiner ersten Saison erzielte er dort bei 20 Einsätzen zwei Tore. Nach dem Abstieg legte er zusammen mit Sturmpartner Norbert Stolzenburg den Grundstein zum sofortigen Wiederaufstieg. 14 Tore bei 29 Einsätzen standen am Saisonende zu Buche.
Nach diesem Saisonende starb Bittlmayer im Alter von 24 Jahren an einer Krebserkrankung.

## Spiele
- 2. Fußball-Bundesliga: 35 Spiele, 15 Tore
- Fußball-Bundesliga: 20 Spiele, 2 Tore